# كلية الفعج التقنية
كلية الفعج التقنية أو التقانية هي كلية جامعية تقنية تتبع لجامعة السودان التقانية (السودان) وتقع كلية الفعج التقنية بمدينة الفعج شرقي ابوحراز وعلي بعد 5 كيلومتر شمال مدينة مدني حاضرة ولاية الجزيرة حيث تم انشاءها في العام 2006 بقرار من هيئة التعليم التقني.